# Brich dem Hungrigen dein Brot
Brich dem Hungrigen dein Brot (Partage ton pain avec celui qui a faim) (BWV 39), est une cantate religieuse de Johann Sebastian Bach composée à Leipzig en 1726

## Histoire et livret
Bach a écrit cette cantate pour le premier dimanche après la Trinité qui tombait cette année le 23 juin, date de la première interprétation.Pour cette destination liturgique, deux autres cantates ont franchi le seuil de la postérité : les BWV 20 et 75. Les lectures prescrites pour la fête étaient Jean 4:16–21 et Luc. 16:19–31, la parabole du mauvais riche et du pauvre Lazare. Le thème de la cantate est de partager les dons de Dieu avec les nécessiteux et d'être reconnaissant, ce qui s'exprime dans le premier mouvement par les paroles tirées de l'Ancien Testament, Isaïe 58:7-8 et dans le quatrième mouvement par des paroles du Nouveau Testament, Épître aux Hébreux 13:16.
Le livret a plusieurs sources, :
- Le Livre d'Isaïe, chapitre 58, strophe 7 et 8 pour le premier mouvement
- L'Épître aux Hébreux, chapitre 13, strophe 16 pour le quatrième mouvement
- David Denicke pour le choral final, spécifiquement la strophe 6 du cantique Kommt, laßt euch den Herren lehren, 1648)
- Un poète anonyme pour les autres mouvements (Walther Blankenburg[3]suggère Christoph Helm).

Le thème du choral est Freu' dich sehr, o meine Seele, codifié par Loys Bourgeois quand il a inséré le psaume 42 du psautier de Genève dans son recueil « Octante-trois pseaumes de David » (Genève, 1551). Bourgeois semble avoir été influencé par la chanson profane Ne l’oseray je dire contenue dans le « Manuscrit de Bayeux » publié vers 1510.

## Structure et instrumentation
La cantate est écrite pour deux flûtes à bec, deux hautbois, deux violons, alto et basse continue, avec trois voix solistes (soprano, alto, basse) et chœur à quatre voix. Les flûtes à bec décrivent l'humilité et la faim.
Il y a sept mouvements en deux parties; les mouvements 1 à 3 doivent être chantés avant le sermon, les autres après :
1. chœur : Brich dem Hungrigen dein Brot
2. récitatif (basse) : Der reiche Gott
3. aria (alto) : Seinem Schöpfer noch auf Erden
4. aria (basse) : Wohlzutun und mitzuteilen vergesset nicht
5. aria (soprano) : Höchster, was ich habe
6. récitatif (alto) : Wie soll ich dir, o Herr
7. choral : Selig sind, die aus Erbarmen

## Musique
La cantate fait partie du troisième cycle annuel de cantates de Leipzig. Elle est symétriquement centrée autour du quatrième mouvement. Les mouvements 1 et 7 sont des chorals, les mouvements 2 et 6 des récitatifs, les mouvements 3 et 5 des arias, chacune en deux sections mais aucune sous la forme da capo.
Le chœur d'ouverture suit le texte en une architecture complexe en trois sections, la première et la troisième d'entre elles étant elles-mêmes divisées en trois parties. Seth Lachterman l'explique en détail : Le texte de ce mouvement est une paraphrase de Isaïe 58:7-8 dans laquelle le don de nourriture, d'un abri et de vêtements aux nécessiteux est considéré comme un acte de charité divine. Ce long et complexe mouvement est distribué en deux sections principales séparées par un court passage de transition. La première section, elle-même divisée en trois sous-sections (A-B-A’), dépeint littéralement la distribution du pain aux affamés en “distribuant” des accords staccato aux différentes forces musicales (flûtes à bec, hautbois, puis les cordes). Les « misérables » se reconnaissent dans les plaintes harmoniques chromatiques descendantes qui contrastent avec les régulières ponctuations de la distribution de la nourriture. Après cette exposition, Bach engage le même texte dans une organisation fuguée entièrement différente (B) avec le même motif de distribution staccato en toile de fond. Une récapitulation (A') reprenant le matériel d'ouverture conclut cette première section. 
Après un court passage de transition, la deuxième section principale - musicalement et métriquement distincte de ce qui a été entendu jusqu'à présent - consiste en deux fugues utilisant presque les mêmes sujets mais adaptées à des textes différents. L'arrangement de textes différents sur la même musique équilibre l'arrangement d'une musique différente sur les mêmes textes présenté auparavant, et indique plus avant la façon dont un thème jusqu'alors contraint peut être délié et redistribué.
Le quatrième mouvement est chanté par une basse, la Vox Christi, comme si Jésus disait lui-même les mots que Paul écrivit aux Hébreux. Le style est typique du traitement de Bach pour ce genre d'exercice, entre arioso et aria.

## Source
- (en) Cet article est partiellement ou en totalité issu de l’article de Wikipédia en anglais intitulé « Brich dem Hungrigen dein Brot, BWV 39 » (voir la liste des auteurs).